# U.S. Route 40
U.S. Route 40 (också kallad U.S. Highway 40 eller med förkortningen  US 40) är en amerikansk landsväg. Den går ifrån Atlantic City, NJ i öster till Park City i väster och har en längd på 3306 km.
Vägen är en av de historiskt viktigaste i USA och följer från Maryland till Illinois den så kallade National Road som började anläggas redan 1811.

## Större städer
- Atlantic City, New Jersey
- Wilmington, Delaware
- Baltimore, Maryland
- Frederick, Maryland
- Hagerstown, Maryland
- Cumberland, Maryland
- Washington, Pennsylvania
- Wheeling, West Virginia
- Columbus, Ohio
- Springfield, Ohio
- Dayton, Ohio
- Richmond, Indiana
- Indianapolis, Indiana
- Terre Haute, Indiana
- Effingham, Illinois
- St. Louis, Missouri
- Columbia, Missouri
- Kansas City, Missouri
- Kansas City, Kansas
- Topeka, Kansas
- Salina, Kansas
- Hays, Kansas
- Denver, Colorado